# Banshee (reprodutor de mídia)
Banshee foi um reprodutor de mídia de código aberto, originalmente chamado Sonance até  2005. Construído sobre o Mono e Gtk#, usa a plataforma multimedia Helix e GStreamer para codificação e decodificação de vários formatos de mídia, incluindo Ogg Vorbis, MP3 e FLAC. O Banshee pode reproduzir e importar CD de audio e suporta muitos reprodutores de mídia portáteis, incluindo iPod da Apple, dispositivos Android e reprodutores ZEN da Creative's. Outros recursos incluem integração com o Last.fm, busca de artes de capas, listas de reprodução espertas e suporte a podcast. O Banshee foi lançado sobre os termos da Licença MIT e está disponível para  os sistemas operacionais Windows, Linux e Mac OS X.

## Plugins
Usando uma arquitetura capaz de ter plugins, o Banshee é altamente extensível e customizável. Os plugins atualmente estáveis incluem:
- Audioscrobbler: Adiciona a capacidade de reportar músicas reproduzidas para uma lista de reprodução de usuário do Last.fm, e reproduzir estações de rádio do last.fm (biblioteca do usuário, tags, similares a, etc.).
- Compartilhamento de música DAAP: Habilita o compartilhamento de biblioteca de músicas com iTunes e outros softwares compatíveis com DAAP. A versão atual do Banshee é apenas parcialmente compatível com iTunes 7, permitindo o iTunes abrir uma biblioteca do Banshee, mas não o contrário.
- Gerenciador de iPod: Permite a transferência de sons, vídeos, e artes de álbuns do e para o dispositivo.
- Localização Metadata usando Musicbrainz: Automaticamente recupera metadata suplementar e faltosa para os itens da biblioteca, incluindo arte de álbum.
- Músicas recomendadas usando Last.fm: recomneda músicas baseadas naquela que está sendo executada.
- Mini-Mode: fornece uma pequena janela com o mínimo de controles de informação sobre a música.
- Suporte à teclas multimídias no GNOME: Banshee pode ser controlado através de teclas multimídias configuradas no GNOME.
- Ícone na área de notificação: adiciona um ícone a área de notificação do GNOME.
- Podcasting: Permite ao Banshee assinar à podcasts feeds, os quais são atualizados constantementes. Também há a opção "Encontar novos podcasts" a qual utiliza Podcast Alley.
- Radio: Fornece suporte a estações de rádio pela internet.